# Pelophylax saharicus
La rana verde norteafricana (Pelophylax saharicus) es una especie de anfibio anuro de la familia Ranidae.

## Descripción
Es una rana de tamaño mediano a grande, pudiendo alcanzar los 11 cm de longitud en las hembras, aunque no suele sobrepasar los 8 cm. Posee una coloración verde y marrón muy variable, con manchas negras, con una línea vertebral verde más clara y sin la característica mancha temporal de las ranas pardas. El vientre es de color grisáceo.
Antes de 1982 era considerada una sinónimo de Pelophylax perezi o bien de Pelophylax ridibundus.

## Distribución
Esta especie se distribuye ampliamente, pero con poblaciones fragmentadas debido al hábitat parcheado disponible. Habita las áreas húmedas y oasis del norte de África, desde el noroeste del Sáhara Occidental, a través de Marruecos, Argelia, por el sur hasta el macizo de Hoggar, Túnez, norte de Libia, llegando a ser muy rara en Egipto, solo habita en el oasis de Siwa. En España habita en Ceuta y Melilla. La especie habita desde el nivel del mar hasta los 2.670 m s. n. m.

## Amenazas
Se presume que la especie no tiene grandes amenazas, aunque puede ser localmente presionada por la sobreexplotación de los recursos hídricos, la contaminación y la depredación de las poblaciones. Ha habido perdida de hábitat en los alrededores de Melilla.